# Маршанція
Маршанція (Marchantia) — рід печіночників родини маршанцієві (Marchantiaceae).

## Опис
Має велику (до 10 см завдовжки) дихотомічно розгалужену слань, з добре помітними контурами повітряних камер, де розташовується асиміляційна тканина. Архегоніальні та антеридіальні підставки на ніжках. Вегетативне розмноження відбувається виводковими тільцями або частинами слані.

## Класифікація
У роді близько 70 видів, на території України росте один вид — маршанція мінлива (Marchantia polymorpha), яка часто зустрічається на сирих глинистих і болотистих ґрунтах, на схилах канав, на болотах, біля джерел та інших вологих місцях.
Деякі види:
- Marchantia alpestris
- Marchantia aquatica
- Marchantia berteroana
- Marchantia carrii
- Marchantia chenopoda
- Marchantia debilis
- Marchantia domingenis
- Marchantia emarginata
- Marchantia foliacia
- Marchantia grossibarba
- Marchantia inflexa
- Marchantia linearis
- Marchantia macropora
- Marchantia novoguineensis
- Marchantia paleacea
- Marchantia palmata
- Marchantia papillata
- Marchantia pappeana
- Marchantia polymorpha
- Marchantia rubribarba
- Marchantia solomonensis
- Marchantia streimannii
- Marchantia subgeminata
- Marchantia vitiensis
- Marchantia wallisii